# Djiboutis præsidenter
Djibouti blev uafhængig i 1977. Djiboutis præsidenter har været:
| Nr. | President             | President                         | Innsatt       | Forlod stillingen | Parti |
| --- | --------------------- | --------------------------------- | ------------- | ----------------- | ----- |
| 1   | Hassan Gouled Aptidon | Hassan Gouled Aptidon (1916–2006) | 27. juni 1977 | 8. mai 1999       | RPP   |
| 2   | Ismaïl Omar Guelleh   | Ismail Omar Guelleh (1947–)       | 8. mai 1999   | n/a               | RPP   |